# 4327 Ries
4327 Ries è un asteroide della fascia principale del diametro medio di circa 14,8 km. Scoperto nel 1982, presenta un'orbita caratterizzata da un semiasse maggiore pari a 2,7729358 UA e da un'eccentricità di 0,2243790, inclinata di 16,66722° rispetto all'eclittica.